# Stazione di Poggio-Careggine-Vagli
La stazione di Poggio-Careggine-Vagli è una fermata ferroviaria posta sulla linea Aulla-Lucca. Serve il centro abitato di Poggio, frazione del comune di Camporgiano, e i limitrofi comuni di Careggine e Vagli Sotto.

## Storia

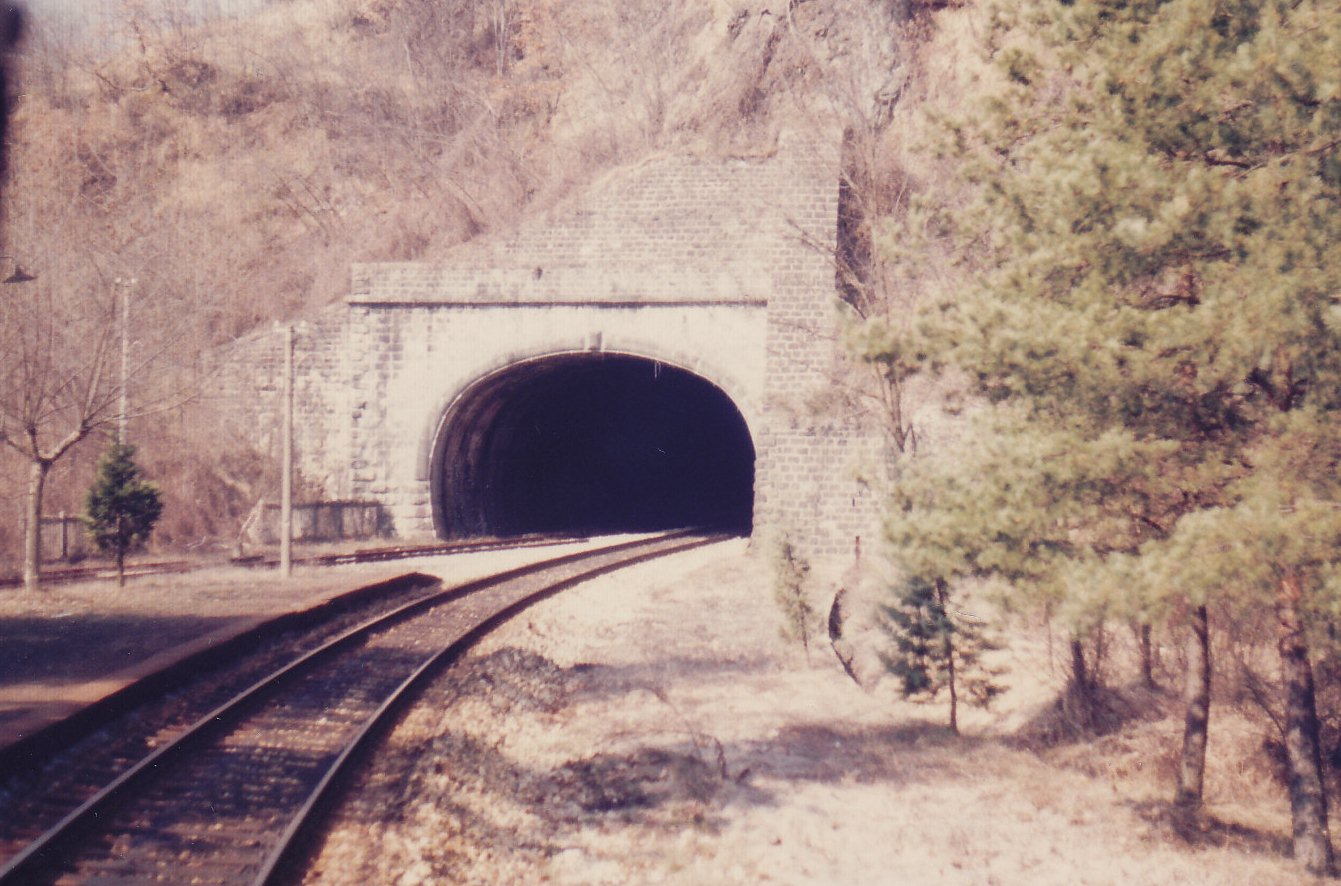
Galleria Capriola 2° nel 1987, quando ancora ospitava gli scambi lato Aulla che immettevano nel piccolo scalo merci della stazione

Poggio-Careggine-Vagli entrò in servizio come vera e propria stazione il 21 aprile 1940, con l'attivazione della tratta da Castelnuovo di Garfagnana a Piazza al Serchio.
Nel 2002 la fermata risultava impresenziata insieme ad altri 25 impianti situati sulla linea.

## Strutture e impianti

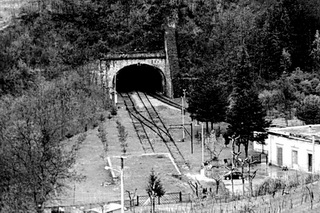
Vista dello scalo merci della stazione di Poggio-Careggine-Vagli

La stazione è dotata di un fabbricato viaggiatori ad un piano unico e di una banchina che serve l'unico binario di corsa.
In passato essa era dotata di un piccolo scalo merci, situato dietro il fabbricato viaggiatori, avente due binari tronchi che si diramavano da quello principale della Lucca-Aulla all'interno della galleria Capriola 2° e finivano in prossimità di un piccolo piano caricatore. Lo scalo era costituito, oltre ai due binari tronchi, da una pesa (già rimossa agli inizi degli anni 1980), una gru di carico ed una sagoma di limite carico. Oggi dello scalo non rimane più niente, all'infuori del piano caricatore, da tempo in disuso, su cui è stato realizzato un piccolo monumento in marmo bianco.

## Movimento
La stazione è servita dalle corse svolte da Trenitalia nell'ambito del contratto di servizio con la Regione Toscana.

## Servizi
La stazione dispone di:
- Biglietteria automatica
- Sala di attesa
- Parcheggio di scambio